# 馬場康夫
馬場 康夫（ばば やすお、1954年〈昭和29年〉8月18日 - ）は、日本の制作会社経営者であり、著述家、映画監督、漫画原作者、YouTuberである。
ホイチョイ・プロダクションズ（東京都世田谷区）代表取締役社長。

## 人物
東京都生まれ。成蹊小学校、成蹊中学校・高等学校、成蹊大学工学部卒業（政治家の安倍晋三とは幼稚園～大学までを過ごした親友）。
日立製作所元専務・馬場粂夫の孫にあたり、母方の祖父は建築家の藤井厚二である。
高校時代に8ミリ映画を撮り始めた（最初に出演してくれた友人の吉岡文男と田中真理子に敬意を表して、自身の全映画作品には必ず「文男」「真理子」という役名を登場させている）。
成蹊大学在学中に、同級生らとホイチョイ・プロダクションズを設立、漫画同人誌の発行や8ミリ映画の制作を行った。
大学卒業後は日立製作所に勤務し、同社宣伝部に所属していた。1981年（昭和56年）、漫画雑誌・ビッグコミックスピリッツ（小学館）において、4コマ漫画企画「気まぐれコンセプト」の連載を開始。その後はテレビ番組の企画や、著作の出版を行い、1983年（昭和58年）に出版した書籍「見栄講座―ミーハーのための戦略と展開」（小学館）は、販売部数65万部のベストセラーとなった。
1987年（昭和62年）には映画『私をスキーに連れてって』を、映画初監督作品として製作するとともに、日立製作所を退社した。同作品、さらに後年製作された映画『彼女が水着にきがえたら』（1989年）、『波の数だけ抱きしめて』（1991年）はいずれも日本において商業的に成功。馬場が率いるホイチョイ・プロダクションズは若者のライフスタイルにおけるイメージリーダーとなった。
その後も多くの書籍、テレビ番組、映画等の製作に携わり現在に至っている。
著作の大部分は馬場の個人名義ではなく、「ホイチョイ・プロダクションズ製作」として発表されている。

## 作品

### 映画
自主制作
- 「天皇陛下の007」（1971年）※8ミリ／30分
- 「007/奴らは死ぬのだ」（1972年）※8ミリ／60分
- 「007/ドクターシン」（1974年）※8ミリ／60分
- 「ロンググッドバイ」（1975年）※8ミリ／60分
- 「イパネマの娘」（1981年）※16ミリ／90分

一般劇場映画
- 私をスキーに連れてって（1987年）
- 彼女が水着にきがえたら（1989年）
- 波の数だけ抱きしめて（1991年）
- メッセンジャー（1999年）
- バブルへGO!! タイムマシンはドラム式（2007年）

### テレビドラマ
- 潜水艦カッペリーニ号の冒険（2022年1月3日、フジテレビ）[7]

### ミュージックビデオ
- AKB48「翼はいらない」（2016年）

### 書籍
[個人名義]
- 『見栄講座 ―ミーハーのための戦略と展開―』（1983年）
- 『気まぐれコンセプト』（1984年）
- 『OTV』（1985年）
- 『極楽スキー』（1987年）
- 『東京いい店やれる店』（1994年）
- 『エンタメの夜明け』（2007年）
- 『気まぐれコンセプト・クロニクル』（2007年）
- 『ディズニーランドが日本に来た! 「エンタメ」の夜明け』（2013年）
- 『新装版「エンタメ」の夜明け　ディズニーランドが日本に来た日』（2015年）
- 『この１本！　～超人気映画シリーズ、ひとつだけ見るならコレ～』（2022年）

[ホイチョイ・プロダクションズ名義]
- 『彼女が水着にきがえたら』 （1994年）
- 『ラム・ニャンものがたり』 （2000年）
- 『しろねこラム・ニャンおたのしみ。』（2004年）
- 『マンガでわかる株式投資! 女子高生株塾』 （2009年）
- 『株、FX、世界経済がマンガでわかる!新女子高生株塾』（2011年）
- 『新・東京いい店やれる店』（2012年）
- 『戦略おべっか　どんな人でも、必ず成功する』（2012年）
- 『年金ロックンローラー内沢裕吉』（2013年）
- 『電通マン36人に教わった36通りの「鬼」気くばり』（2016年）
- 『気まぐれコンセプト 完全版』（2016年）
- 『ホイチョイの リア充王 遊びの千夜一夜物語』（2018年）
- 『不倫の流儀 オッサンがモテるための48の秘訣』